# Vulpia alopecuros
Vulpia alopecuros là một loài thực vật có hoa trong họ Hòa thảo. Loài này được (Schousb.) Link miêu tả khoa học đầu tiên năm 1827.